# Push and Shove (singolo)
Push and Shove è un singolo promozionale del gruppo statunitense No Doubt, presente nell'album omonimo del 2012.

## Descrizione
È stata scritta da Gwen Stefani, Tony Kanal, Tom Dumont, Reanno Gordon, Wesley Pentz (Diplo), David Taylor, Ariel Rechtshaid e prodotta da Diplo. Hanno collaborato Major Lazer e Busy Signal.
Il ritmo è rock ska notevolmente influenzato da componenti dub e reggae.

## Video musicale
Il 25 settembre, oltre che essere data di pubblicazione dell'album Push and Shove, è anche la data di pubblicazione del videoclip della canzone title track, che è stato realizzato in bianco e nero.

## Tracce
Download digitale
- Push and Shove – 5:06

## Formazione
Gruppo
- Gwen Stefani – voce
- Tom Dumont – chitarra
- Tony Kanal – basso
- Adrian Young – batteria

Altri componenti
- Stephen Bradley – tastiere, tromba
- Gabrial McNair – tastiere, trombone
- Busy Signal – voce
- Wesley Pentz – voce, testo
- Reanno Gordon – voce, testo
- David Taylor – voce, testo
- Ariel Rechtshaid – testo